# Asterix in Hispania
Asterix in Hispania (oorspronkelijke titel: Astérix en Hispanie) is het veertiende deel uit de stripreeks Asterix van het duo René Goscinny en Albert Uderzo. Het album verscheen in Frankrijk in 1969; de Nederlandse vertaling verscheen in 1972.

## Verhaal
Julius Caesar denkt heel Hispania (Spanje) veroverd te hebben wanneer hij verneemt dat één dorp zich hardnekkig verzet tegen onderwerping aan de Romeinen. Met de zoon van de hoofdman van het dorp als gijzelaar probeert Caesar de Iberiërs te dwingen alsnog hun verzet te staken (waarna de hoofdman dreigt hem te bakken in olijfolie als hij Caesar in zijn handen krijgt). De zoon wordt voor de zekerheid weggevoerd naar een Romeins legerkamp ver van het opstandige dorp: het kamp Babaorum, vlak bij het enige Gallische dorp dat Caesar niet klein kon krijgen. Hier valt de gijzelaar, die het de centurio Claudius en zijn mannen behoorlijk lastig heeft gemaakt, in handen van Asterix en Obelix. Aanvankelijk besluit de Gallische hoofdman Abraracourcix dat de jongen dan maar bij hen moet blijven, om hem te beschermen tegen de Romeinen. Claudius probeert nog het nodige te bewegen maar zegt "een woord te veel" en wordt, samen met de Romeinse troepen van Babaorum, op een hoop geslagen, waarna hij besluit de zaak zo te laten: of zij of de Galliërs nou op de jonge lastpak passen, zolang ze er maar een oogje op kunnen houden. En een lastpak is de jongeling wel degelijk: hij wil vis in plaats van everzwijn, en wanneer hij zijn zin niet krijgt, dreigt hij zijn adem in te houden tot hij zijn zin krijgt, wat uiteindelijk tot een uit de hand gelopen ruzie over het concept "huurvis" leidt.  
In een poging de boel toch te sussen neemt Kakofonix de jongen bij zich voor de nacht, tot blijkt dat hij de 'muziek' van de bard wel kan pruimen. In het licht van deze ontwikkeling wordt alsnog besloten de jongen terug te brengen naar zijn eigen dorp. Van een dikke Romeinse legionair, die Obelix uit een boom weet te schudden krijgt Asterix een idee waar ze heen moeten. Beseffend dat ze loslippig zijn geweest, besluiten de dikkerd en andere legionairs dit "incident" maar te vergeten en kruipen weer de boom in. 
Na de toestand met de huur van vissen een andere wending te hebben gegeven krijgen Asterix en Obelix Kostunrix zover hen, samen met Pépé, zo heet de jongen, en Idéfix naar Hispania te varen.  
De reis per schip naar Hispania verloopt voorspoedig; de ongelukkige piraten die de helden onderweg tegenkomen, vormen zoals gebruikelijk geen probleem en leveren een flinke hap ter vervanging van vissen op. Het vervolg over land gaat moeilijker; eerst moeten ze over de Pyreneeën (en de gids nopen ermee uit te scheiden), belanden ze bij enkele Galliërs die met huizen op wielen een camping vormen en botsen ze op een vreemd duo dat een stel molens aanvalt. 
In een herberg worden ze gespot door Claudius, die de achtervolging inzet, verkleed als Iberiër (genaamd Costadelsol). Na een dolle nacht bij een groep zigeuners raakt de as van hun wagen gebroken en reizen ze met de verklede Claudius (die niet herkend wordt door Pépé) verder naar Munda.
Zijn kans daar schoon ziend, probeert Claudius de toverdrank te stelen, wat door een woordenwisseling tussen Obelix en Pépé bijna misloopt, waarna Claudius, in een poging Asterix te ontlopen, hen beiden op een Romeinse patrouille doet stuiten. Asterix wordt zonder zijn onoverwinnelijk makende toverdrank gevangengenomen door de Romeinen, en in de arena voor een oeros geworpen. Hij weet de oeros echter te verschalken door handig gebruik te maken van een rode cape die een dame per ongeluk liet vallen - een nieuw volksvermaak is geboren en als blijk van waardering wordt Asterix vrijgelaten. 
Claudius, onder de indruk van het spel, besluit zijn carrière op te geven en als torero ("aurochero") naam te maken.
De zoon van de hoofdman is inmiddels terug in het dorp van zijn vader, waar Asterix en Obelix herenigd worden, en de Romeinen besluiten, net als bij de Galliërs in Armorica, het Iberische dorp met kampementen te omringen en de boel verder zo te laten. 
De volgende morgen keren Asterix en Obelix, ondanks het protest van Pépé (wat hem enkel op een complimentje komt te staan van zijn vader 'dat hij betere manieren heeft gekregen'), terug naar Gallië.
Het feestmaal wordt, na hun terugkeer, opgeluisterd door Obelix die er een flamenco afsteekt, tot jolijt van een geknevelde Kakofonix, de ergernis van Hoefnix en het gelach van Asterix.

## Personages
Naast de personages die in alle Asterix-strips voorkomen spelen een rol in dit verhaal:
- Pépé, de koppige zoon van de Iberische hoofdman. Krijgt doorgaans zijn zin door zijn adem in te houden. Hij heet eigenlijk Perikles, naar zijn Helleense voorouders.
- Paella y Peseta, de Iberische hoofdman, trots en edel als zijn volk. Ook de vader van Pepe. Zijn naam in de Nederlandse vertaling verwijst naar het traditionele rijstgerecht paella en de voormalige nationale munt, de peseta.
- Claudius, de onfortuinlijke Romeinse hoofdman die de taak krijgt Pépé te bewaken. Mocht de jongen ontsnappen, zou hem dat het hoofd kosten. Claudius doet dus verwoede pogingen Pépé weer in handen te krijgen nadat hij in Gallische handen is gevallen. Na het avontuur dat hij samen met Asterix beleeft in de arena, besluit hij verder te gaan als torero.
- De piraten. De Galliërs overvallen hen net als ze willen gaan eten en stelen de hele voorraad weg, waarna zij gedwongen worden te vissen voor hun maaltijd.
- Enkele toeristen: Gallische en Germaanse burgers die met een huis op wielen, vol met proviand, naar Hispania reizen om er vakantie te vieren. Ze klagen over het Iberische eten en vinden dat alles duurder is geworden dan in het vorige jaar 'maar toch alles thuis nog beter vinden'.

## Trivia
- In de Nederlandse vertaling wordt gesteld[1] dat het verhaal speelt in het jaar 45 n.Chr., vlak na de Slag bij Munda. Dat is natuurlijk een vergissing, want die slag vond plaats in het jaar 45 v.Chr. en de verhalen van Asterix spelen ook in die tijd.
- Dit is het eerste album waarin de vishandelaar Kostunrix optreedt. Hij vaart Asterix, Obelix, Idéfix en Pepe naar Hispania. Als vergoeding schenkt Obelix hem enkele menhirs, waarmee hij besluit een stukje grond dat hij heeft gekregen "leuk op te kleden." De begeleidende tekst verklaart dat dit mogelijk een eeuwenoud mysterie zou verklaren, namelijk de menhirs in Carnac.
- Pépé houdt Julius Caesar en zijn gezelschap tegen met de woorden "Jullie komen er niet langs!". In het Spaans is dat "¡No pasarán!", de slagzin van de communisten tijdens de Spaanse Burgeroorlog.
- De kwaliteit van het Iberische wegennet is belabberd: alle wegen zijn vol kuilen en er wordt altijd aan gewerkt, geheel conform het cliché.
- Een ander cliché is dat de Iberiërs trots en heetgebakerd zijn, en steevast een vaste pose aannemen.
- De Iberiërs lopen allemaal blootsvoets en de mannen hebben, over het algemeen, een flink gehoornde helm op met stierenhoorns. Hun broeken en hesjes lijken op de stereotiepe kleding van een stierenvechter.
- Onderweg komen onze helden een ridder en zijn knecht tegen. Bij het horen van het woord "molens" trekt de ridder ten aanval, net als Cervantes' held Don Quichot.
- In de slotscène zingt Obelix tijdens het traditionele feestmaal een zigeunerlied dat hij tijdens het avontuur heeft geleerd. De dorpssmid kan het niet aanhoren en roept vertwijfeld "Een vis! Mijn koninkrijk voor een vis!", vrij naar Shakespeares tragedie Richard III, waarin de vorst echter om een paard smeekt.
- De dirigent in de Spaanse arena is een karikatuur van Gerard Calvi, de componist van de Asterix-animatiefilms.
- De namen van de Iberiërs verwijzen vaak naar typische Spaanse elementen, zoals Paella y Peseta. Ook Claudius neemt in de Nederlandse vertaling een Iberische naam aan, Costadelsol, verwijzend naar de Costa del Sol, een van Spanjes bekendste kuststreken.
- De piraten hebben in dit album hetzelfde schip als op het einde van het vorige album. Het werd in het vorige verhaal immers niet tot zinken gebracht.